# Müürivahe tänav
La rue Müürivahe (estonien : Müürivahe tänav) est une rue du quartier Vanalinn de Tallinn en Estonie,.

## Présentation
La rue Müürivahe tänav s'étend de son intersection avec la rue Rüütli tänav et de la rue Harju tänav jusqu'au passage Bremeni käik.
La rue a une longueur de 687 mètres.
À l'origine, la rue Müürivahe représentait le passage défensif de l'enceinte de Tallinn située sur les côtés Est et Sud de la ville basse de Tallinn.
La rue étroite, est deux fois plus large dans le tronçon entre les rues Harju tänav et Suur-Karja tänav, car de nouveaux bâtiments y ont été construits pour remplacer les bâtiments détruits pendant la Seconde Guerre mondiale et la rue a été élargie en même temps.

## Lieux et monuments de la rue
- Müürivahe tänav 12 - Tour Assauwe, Musée estonien du Théâtre et de la Musique.
- Müürivahe tänav 14 - Maison, architecte Arthur Perna.
- Muürivahe tänav 17 - Savoy Boutique Hotel
- Müürivahe tänav 21 - Monument culturel n° 3080.
- Müürivahe tänav 22 - Monument culturel n° 3056, architecte Eliel Saarinen
- Müürivahe tänav 24 - Bâtiment de Erich Jacoby et Hermann Berg
- Müürivahe tänav 32 - Tour Hinke.
- Müürivahe tänav 48 - Tour Helleman.
- Müürivahe tänav 58 - Tour derrière les Moines.

## Galerie

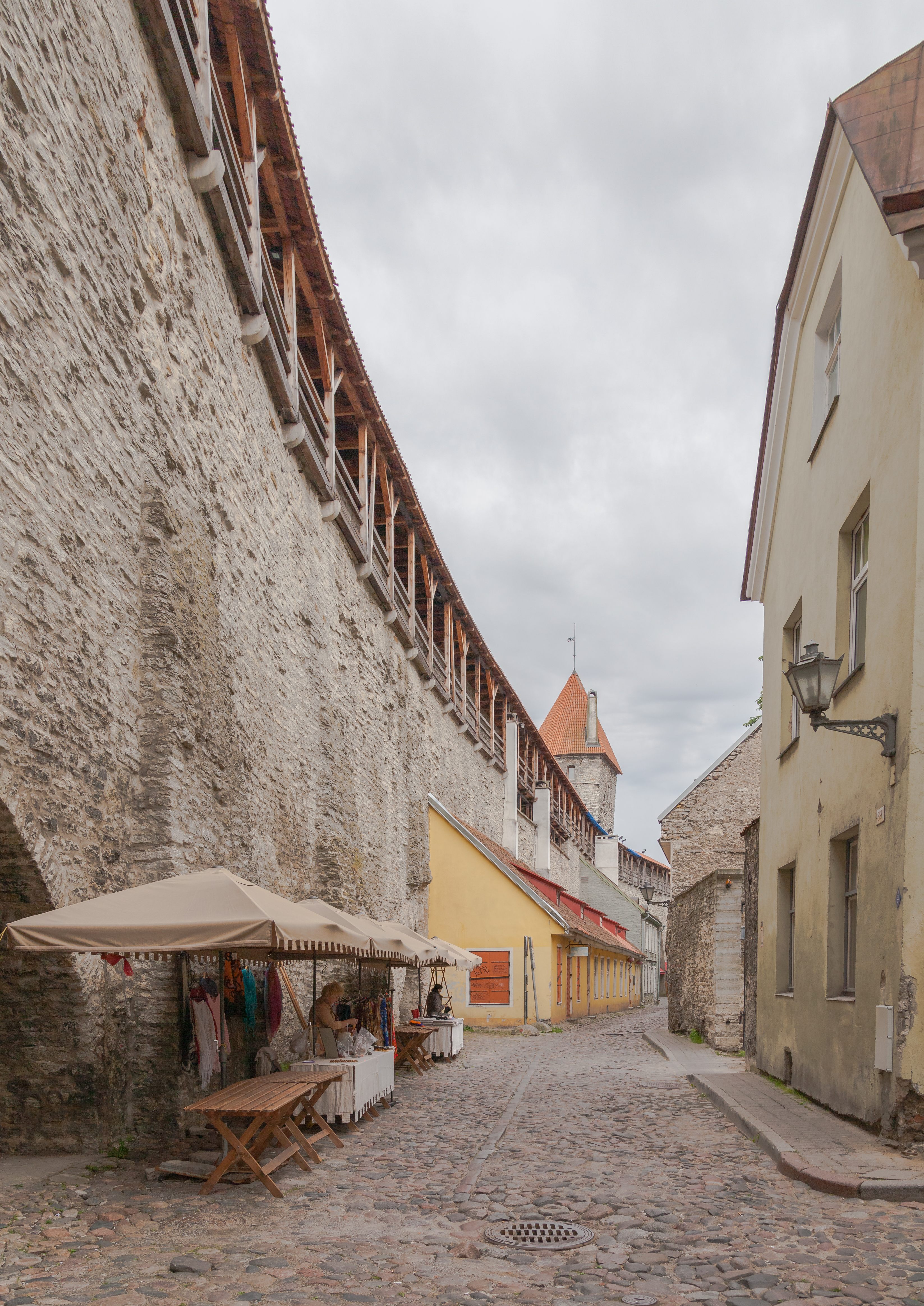
Rue Müürivahe.
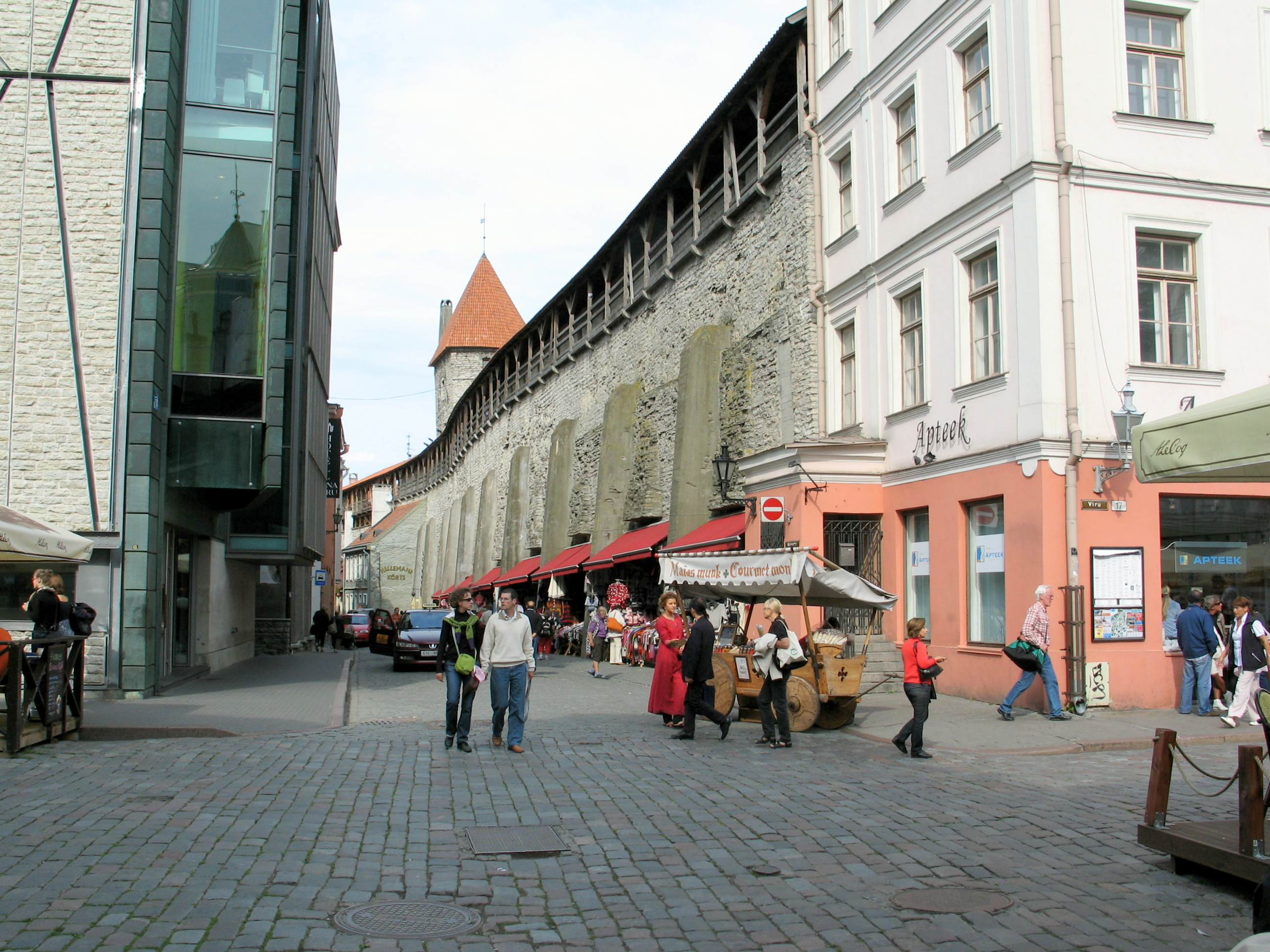
Rue Müürivahe.
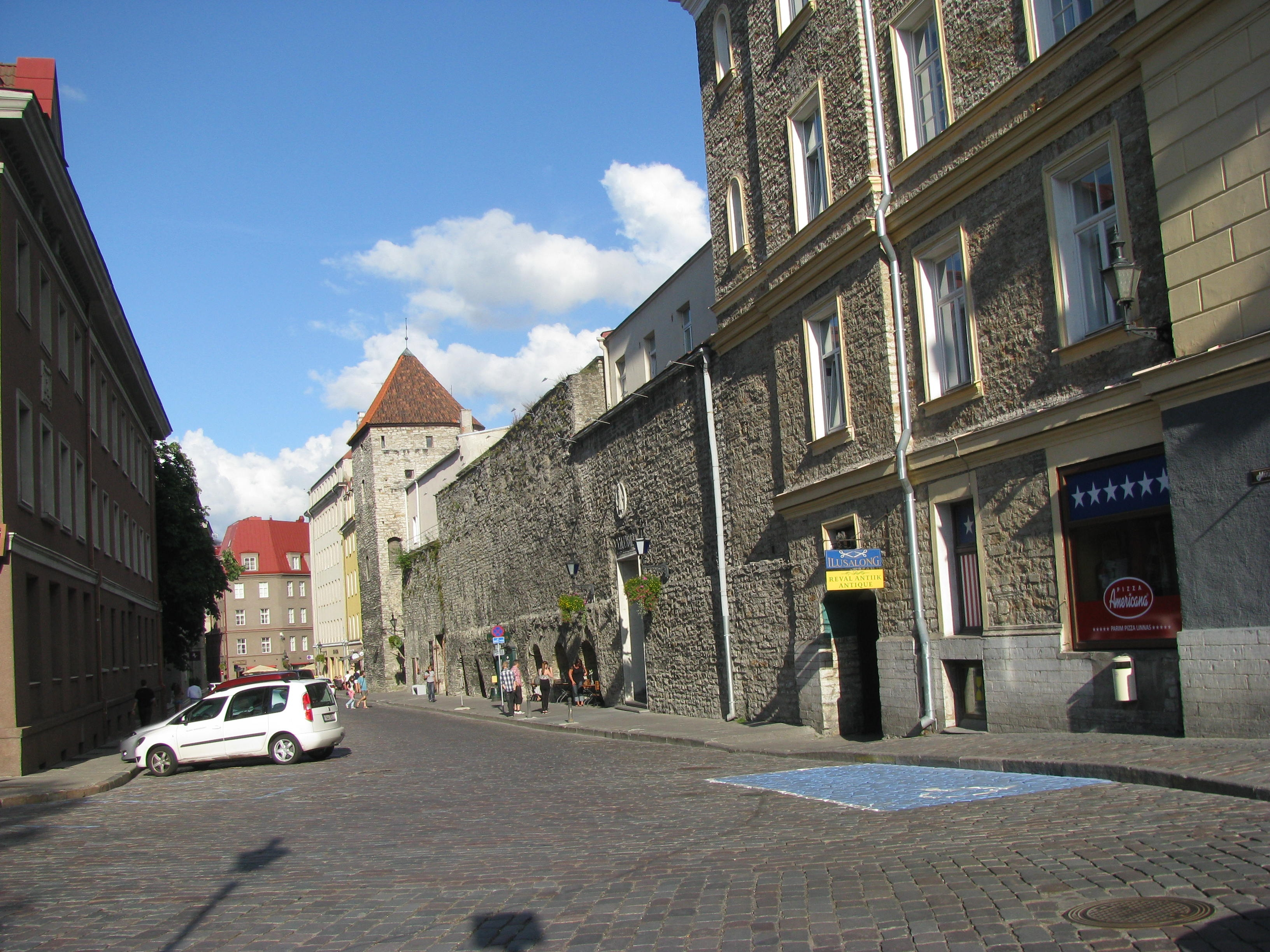
Müürivahe 2
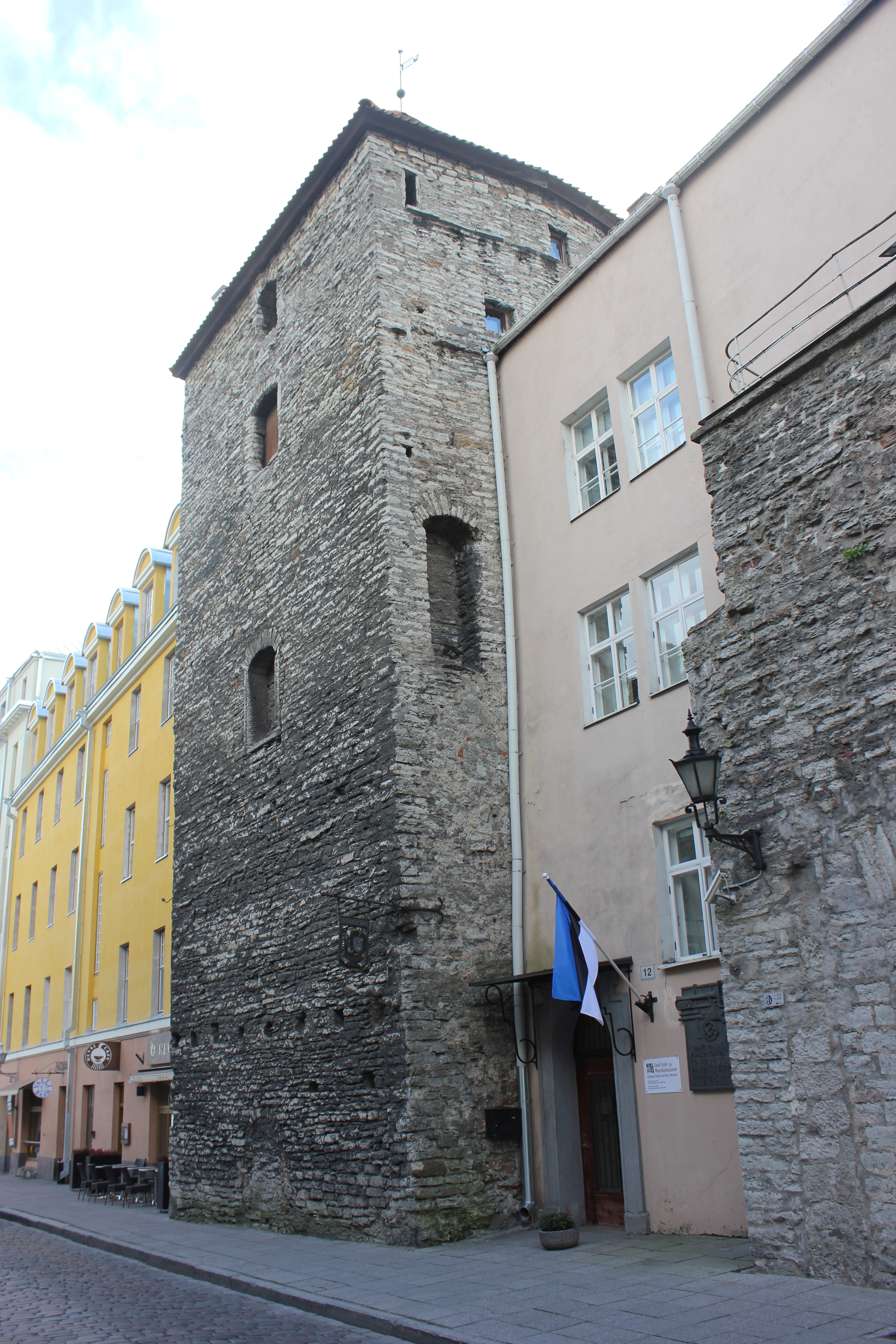
Müürivahe 4, Musée du Théâtre et de la Musique
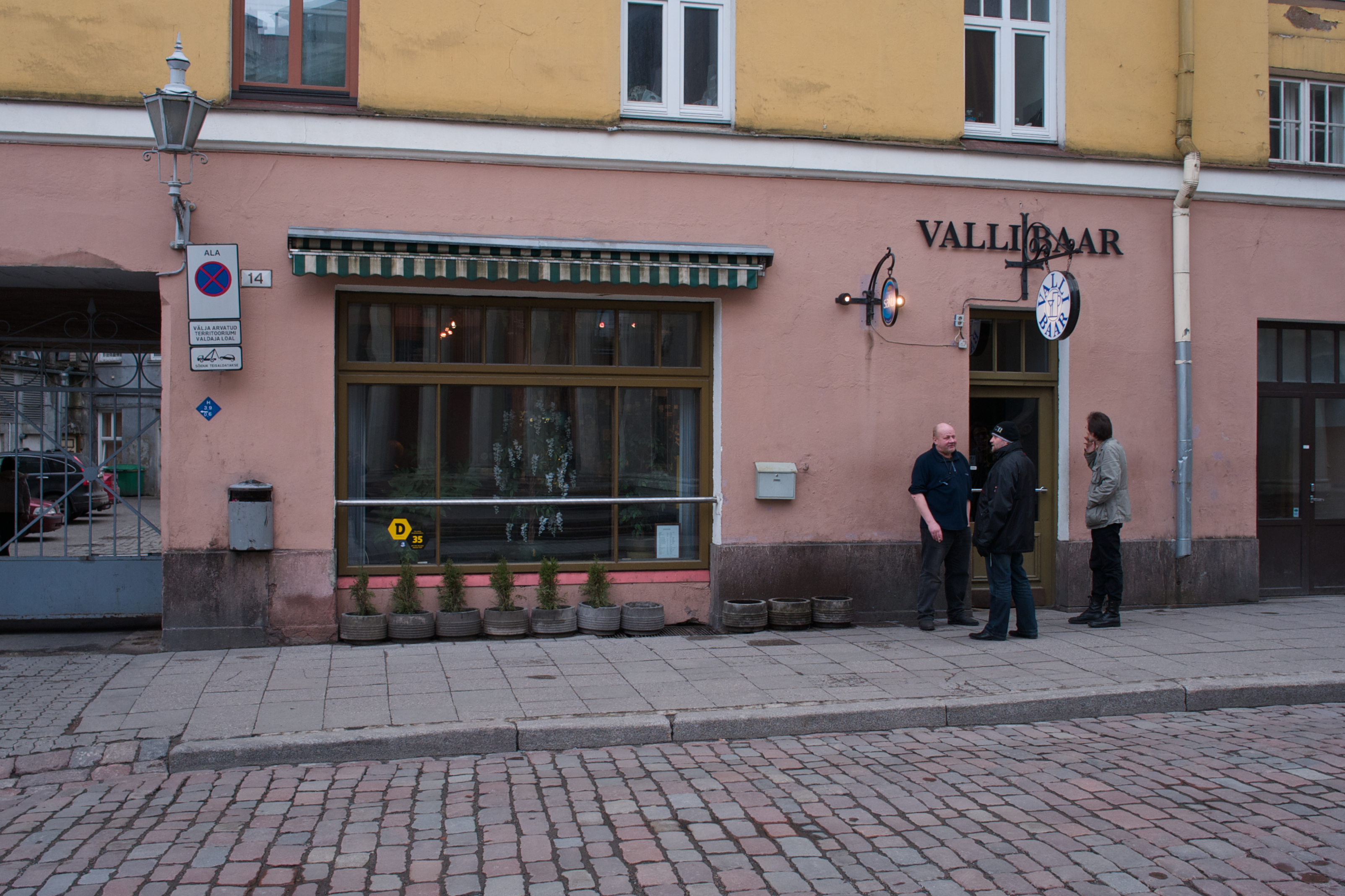
Müürivahe 16

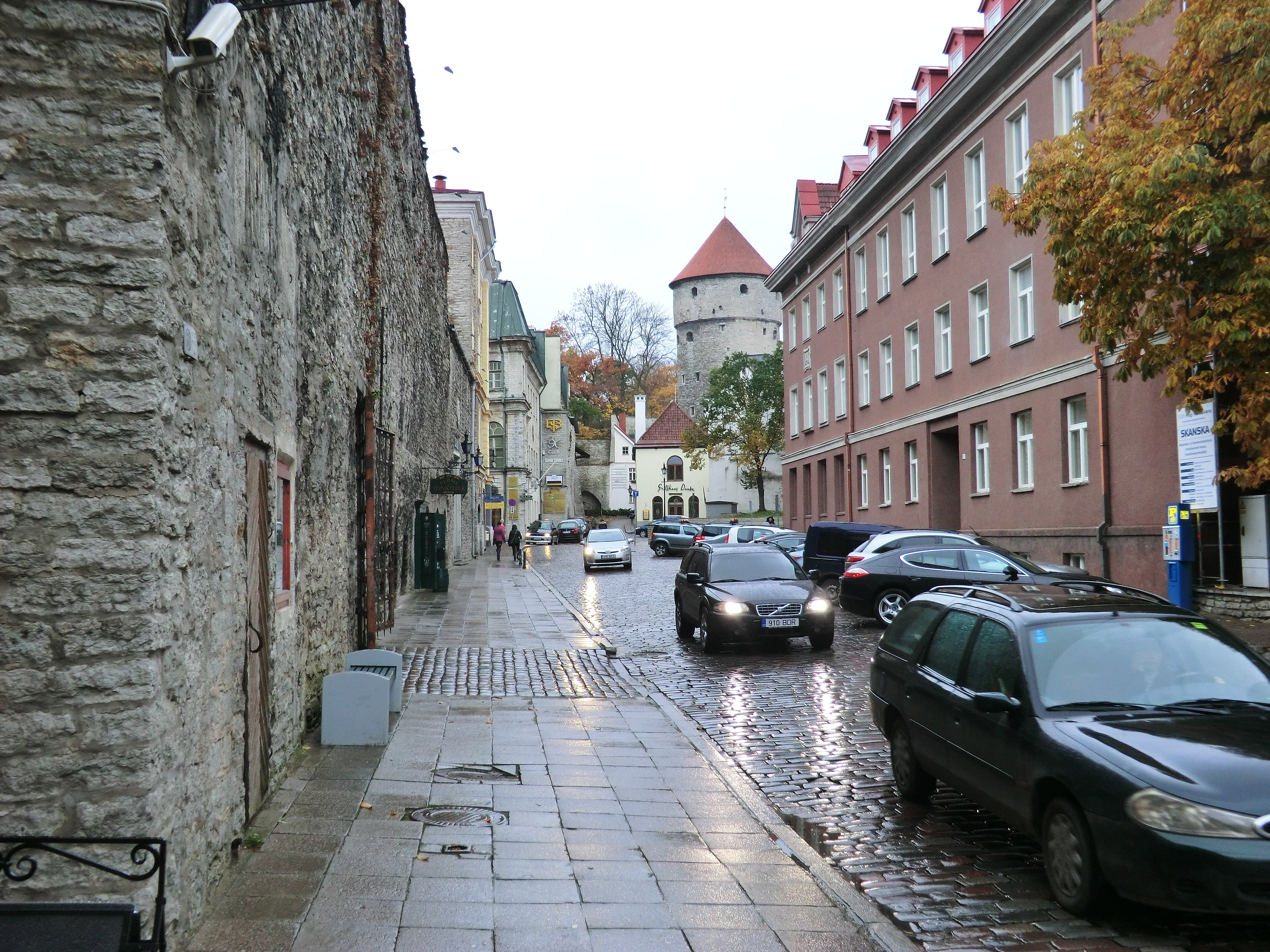
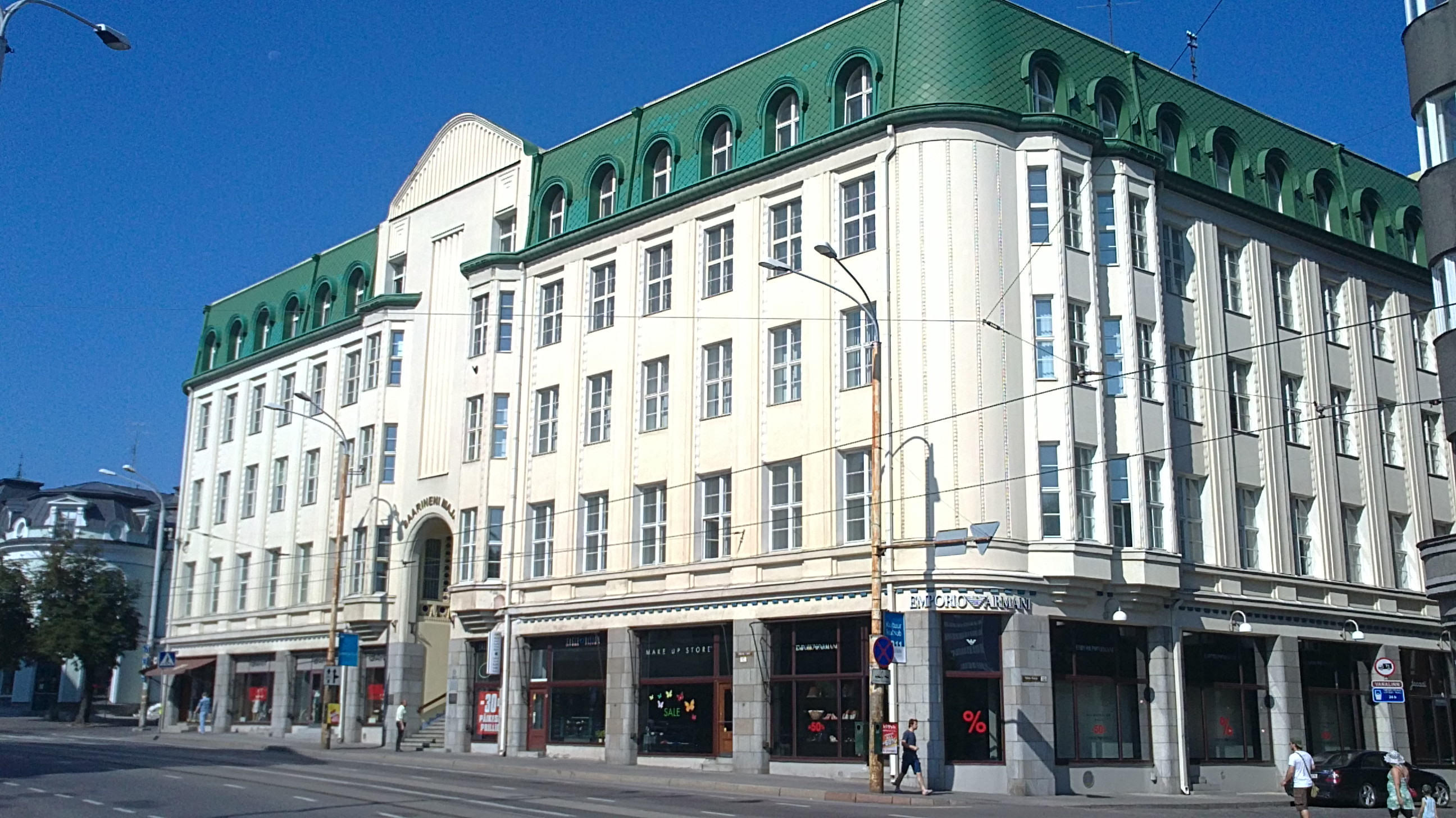
Müürivahe 22, Ouvrage d’Eliel Saarinen
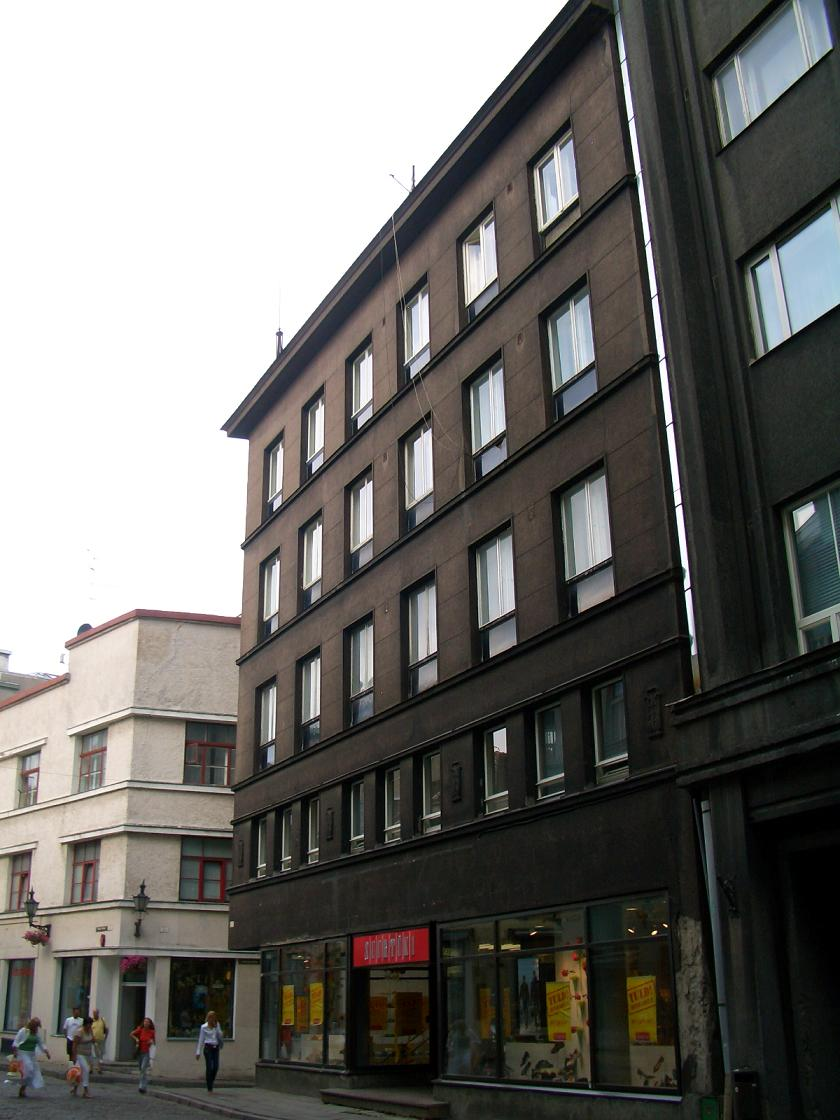
Müürivahe 24
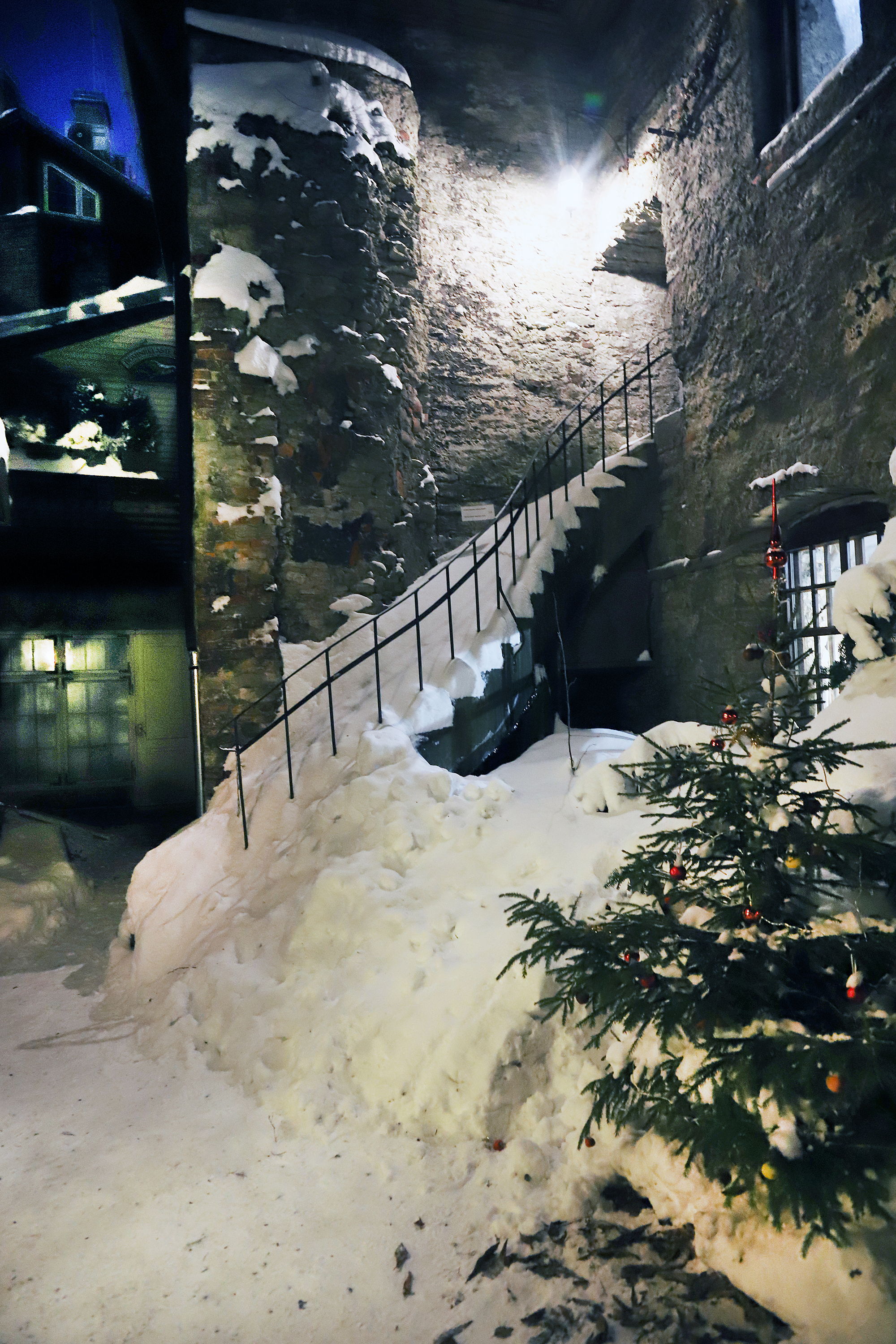
Müürivahe 33
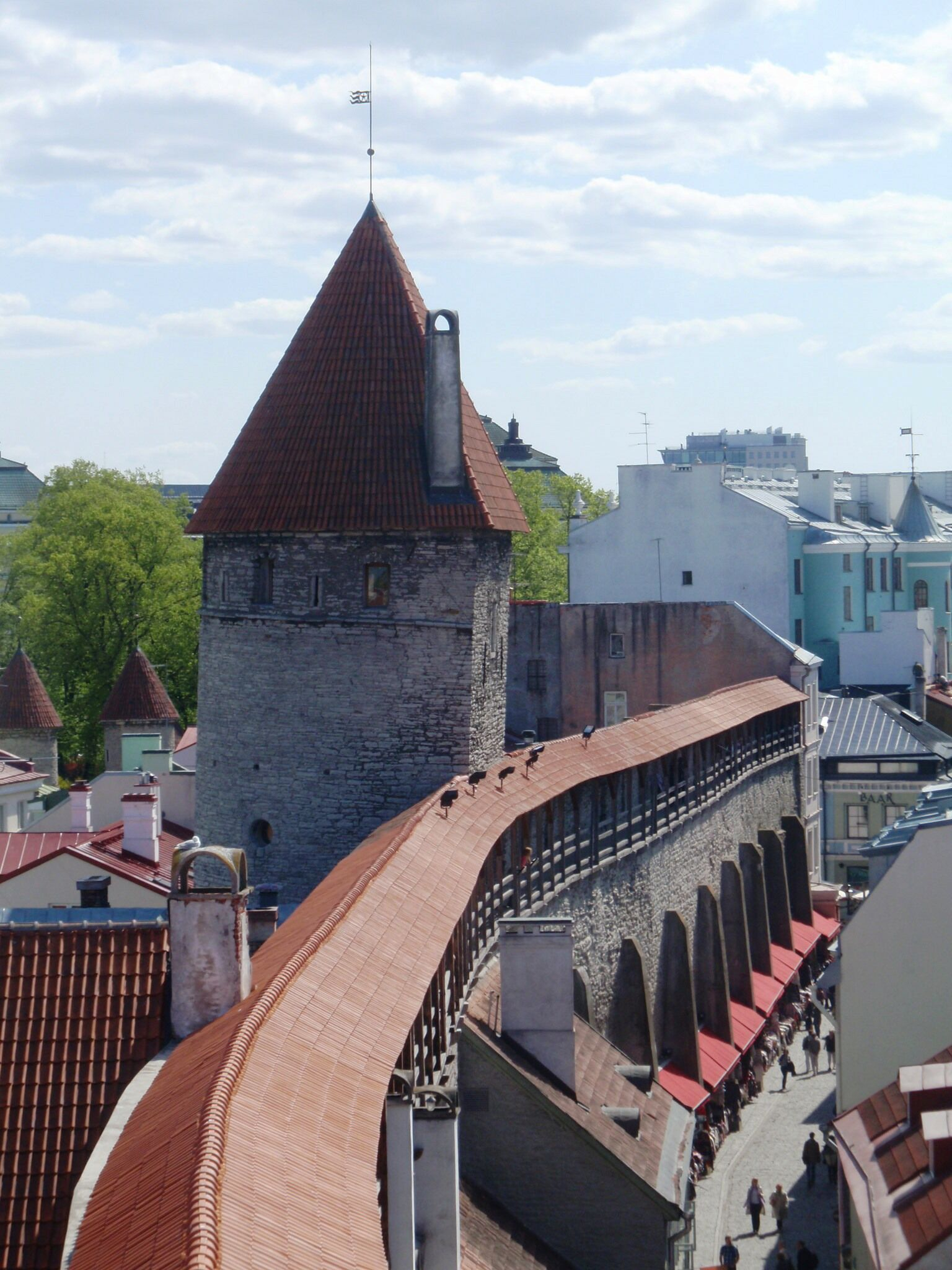
Müürivahe 48, Tour Hellemann